# 社口古柯農場
社口古柯農場是1918年到1945年星製藥株式會社經營的古柯樹種植園，位於今日臺灣嘉義縣中埔鄉社口村，為當時日本國內古柯鹼生產原料的主要產地之一，產量在1940年代達到高峰，園內曾種植超過25萬株古柯樹，年產量超過百萬公斤，古柯種植與加工業的興盛一度帶動了當地的人口增長與產業發展。

## 背景
1910年代，日本為了降低古柯鹼類藥品的製造成本與對進口原料的依賴，在國內各地試驗種植古柯樹。臺灣總督府中央研究所嘉義農事試驗支所自1916年開始在嘉義地區試驗種植古柯樹，嘉義成為當時全日本首次成功栽種古柯葉的地區。在總督府的獎勵與支持下，日本製藥公司開始在嘉南山區投資興建古柯農場。日治臺灣嘉南地區一度成為東亞地區第二大的古柯生產中心。

## 發展
由星一經營的日本製藥公司星製藥株式會社，在成功研發古柯鹼抽取技術後，於1918年在嘉義支所附近的嘉義廳嘉義東堡中埔庄（今嘉義縣中埔鄉社口村）公有林地投資興建古柯種植園。星製藥從秘魯與爪哇引進古柯樹，在嘉義山區大量栽種，並且聘僱大量人力協助採收。古柯生葉在收成後會進行乾燥處理，以臺車輕便鐵道運輸出口至日本東京等地加工製成古柯鹼。在1930年代初期，社口農場種植有15000株古柯樹，在後續持續快速擴張，在二次大戰結束時，園內種植的古柯樹高達25萬株。

## 結束
二次大戰後，隸屬於日本星製藥公司的社口農場因其為日產而遭中華民國國民政府接收。經歷多個政府單位移轉與火災事故，最終在內政部麻醉藥品經理處的管理下。政府無意延續經營古柯產業，農場部份土地在公地放領時成為民眾私有農地，現今多種植檳榔、香蕉等作物，當地未有古柯樹留存。